# Хмельницьке (Севастополь)
Хмельни́цьке (крим. Hmelnıtske) — колишнє село в Балаклавському районі міста Севастополя, зараз — частина міста.
З 7 вересня 2023 року місцевість передана до Бахчисарайського району Автономної Республіки Крим, однак, вона досі не має статусу окремого населеного пункту.
Розташоване в північно-західній частині району, на лівому березі річки Чорної, за 21 км від центру міста, коло східного схилу Федюхиних висот.
Площа — 41,6 гектари. Найближчий населений пункт — село Чорноріччя за 1,5 км на схід. 
Населення станом на 2011 рік — 436 осіб. 

## Історія
Приблизно на цій території перебувала російська батарея з 30 гармат, на яку йшла атака легкої бригади лорда Кардігана з 11.00 до 11.20 25 жовтня 1854 року.
В 1953 році, на території колгоспу «Севастопольський» Чорноріченської сільради Балаклавського району Кримської області було засноване нове село. Від самого початку в документах воно фігурувало під назвою — Нове Селище. 26 травня 1954 року, виконавчий комітет районної Ради депутатів трудящихся Балаклавського району затвердив рішення спільного зібрання членів колгоспу «Комунар» про присвоєння новому селищу назви Хмельницьке, на честь гетьмана Війська Запорозького Зиновія-Богдана Михайловича Хмельницького. Це рішення було присвячено 300-річчю Переяславської Ради.
Згідно даних на 1 січня 1954 року, в селищі було 41 господарство, в яких проживало 157 колгоспників, а вже станом на 1 січня 1955 року населення становило 302 людини в 87 господарствах. 1 вересня 1955 року, з Чорноріччя до Хмельницького був перенесений фельдшерський пункт.
В 1956 році, селище вже було в дуже запущеному стані, з багатьох будинків вже почала відпадати штукатурка, ремонт і побілка жителями не проводилися, деякі жителі села не прибирали свої двори від сміття, часто викидали нечистоти на вулицю, дуже погано йшли справи з озелененням території. Це і не дивно, так як робота над проектом планування Хмельницького (автор архітектор Т. В. Письменна) була завершена лише в 1972 році. Тому, для зміни положення було проведено ряд постанов: провести роз'яснювальну роботу серед населення; до 1 травня 1956 року привести до ладу всі будинки; провести озеленення території селища, для чого планувалося висадити в кожному господарстві не менше 20 фруктових і декоративних дерев.
Наприкінці 50-х років, в Хмельницькому було споруджено школу № 36. Це було зумовлено тим, що школа в сусідньому Чорноріччі знаходилася в аварійному стані і була непридатна для проведення занять. 29 липня 1958 року бібліотеки Чорноріччя і Хмельницького було об'єднано.
Важливою для Хмельницького була VII сесія сільської Ради депутатів трудящихся VIII скликання, яка відбулася 10 серпня 1962 року. Під час її роботи головною темою була озвучена пропозиція, в зв'язку з економічною доцільністю скасувати сільраду, а всі 5 населених пунктів сільради віднести до міста Севастополя. В результаті постанови до Балаклавського району міста Севастополя було віднесено усі 5 сіл, включно с Хмельницьким.

### Динаміка кількості населення
| Роки      | 1954 | 1955 | 1998 |
| --------- | ---- | ---- | ---- |
| Населення | 157  | ▲302 | ▲436 |